# Königliches Theater von Thessaloniki

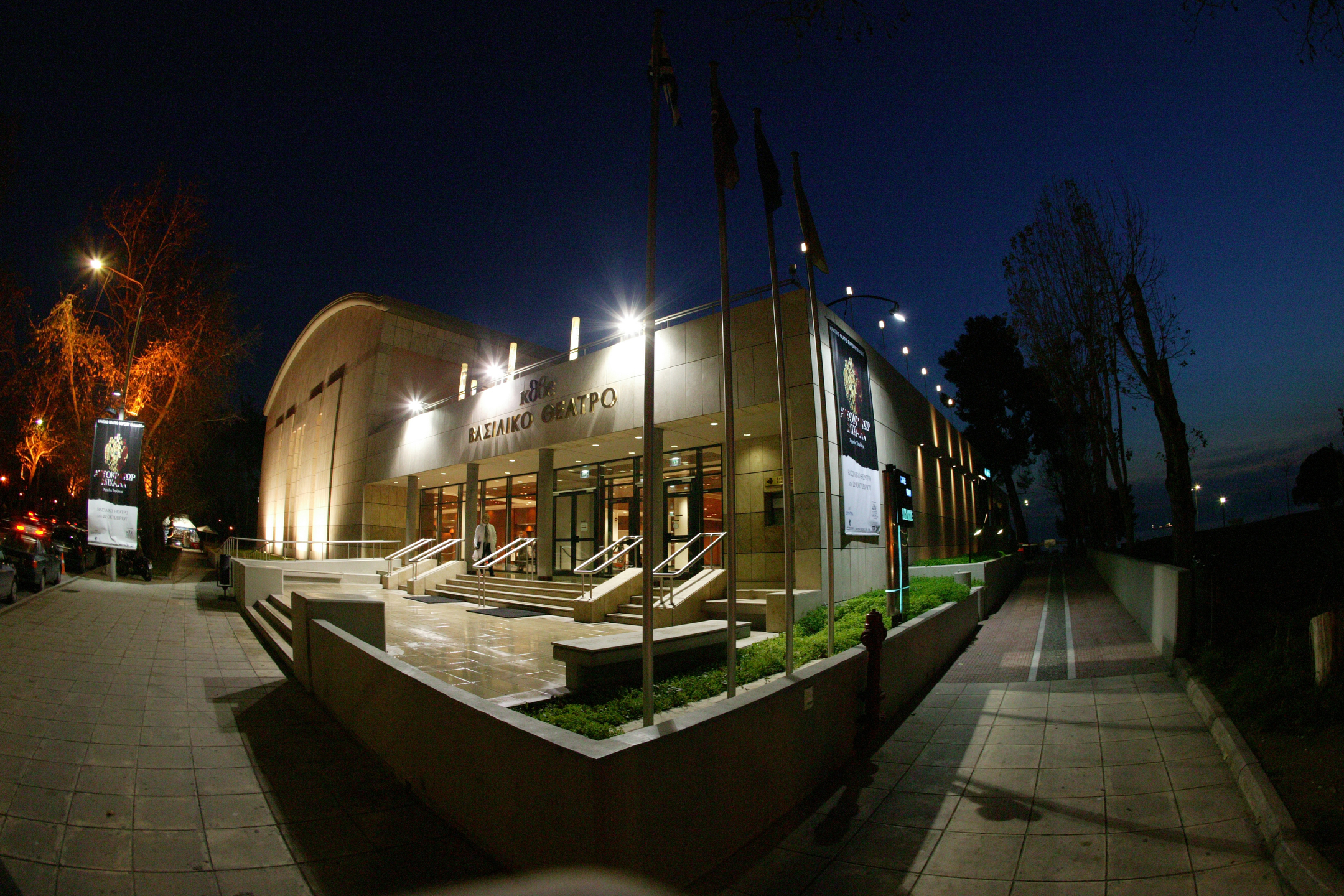
Königliches Theater von Thessaloniki

Das Königliche Theater von Thessaloniki (griechisch Βασιλικό Θέατρο Θεσσαλονίκης) ist der Sitz des Staatstheaters von Nordgriechenland und eine der Winterbühnen der Institution. Es befindet sich an der Allee des 30. Oktober 2 in Thessaloniki und hat eine Kapazität von 683 Plätzen.

## Hintergrund
Es wurde von dem Architekten und Stadtplaner Konstantinos Doxiadis erbaut und war ursprünglich für die Sommerbühne des Nationaltheaters in Thessaloniki vorgesehen, doch es wurde schnell beschlossen, es als Winterbühne zu betreiben.
Im Jahr 1940 wurde der Bau abgeschlossen und im Juli desselben Jahres wurde das Theater mit der Aufführung des Shakespeare Stücks Richard III. mit Alexis Minotis in der Hauptrolle eingeweiht. Während der Besatzungszeit beherbergte es zunächst verschiedene kulturelle Veranstaltungen der deutschen Behörden und wurde ab 1943 Sitz des Staatstheaters von Thessaloniki.
In den Jahren 1961/62 war es für kurze Zeit der erste Sitz des Theaters der Gesellschaft für Mazedonische Studien, das nachher in das Theater der Gesellschaft für Mazedonische Studien verlegt wurde, da das Königliche Theater aufgrund der erlittenen Schäden als ungeeignet eingestuft wurde. In den folgenden Jahren diente es als Probenraum und als Materialdepot und wurde nach und nach stillgelegt. Im Jahr 1986 wurden anlässlich der 2. Biennale junger Künstler aus den europäischen Mittelmeerländern Restaurierungsarbeiten durchgeführt, und danach wurde das Gebäude zu einer der Bühnen des Staatstheaters von Nordgriechenland (KTHBE). Im Jahr 1996 wurde mit dem Wiederaufbau des Gebäudes durch die Architekten K. Kouroussopoulos und N. Scholidis begonnen. Die Wiedereröffnung fand im Jahr 2000 statt.
Seitdem ist das Theater der ständige Sitz des Staatstheaters von Nordgriechenland und verfügt über eine Multifunktionsbühne (geeignet für Aufführungen, Konzerte, Kino usw.), eine Empfangshalle, ein Foyer und verschiedene Räume, die für unterschiedliche Veranstaltungen wie Ausstellungen, Konferenzen, Vorträge usw. genutzt werden. Das Königliche Theater ist auch der Sitz der Bibliothek des Theaters: Sie hat eine Fläche von etwa 60 m² und einen Leseraum.